# Мирзаева, Ёдгорой Тулкинжоновна
Ёдгорой Тулкинжоновна Мирзаева (узб. Yodgoroy To’lqinjonova Mirzоyeva; род. 22 апреля 1996 года, Каттакурган, Самаркандская область, Узбекистан) — узбекский боксёр, выступает в легком весе. Трижды выигрывала бронзу на Чемпионате Азии. Первая женщина в истории узбекского бокса, которая выступала на Олимпийских играх. Член сборной Узбекистана по боксу.

## Биография
В 2019 году окончила факультет физической культуры Самаркандского государственного университета.

## Спортивная карьера
В 2015 году на Чемпионате Азии по боксу среди женщин в Уланчаб (КНР) в весовой категории до 57 кг Мирзаева завоевала бронзовую медаль. В квалификации на олимпийские игры, которая проходила с 23 марта по 3 апреля 2016 года в Цяньань в весовой категории до 51 кг завоевала серебро.
В 2016 году принимала участие, в составе олимпийской сборной Узбекистана по боксу, на олимпийских играх в Рио-де-Жанейро. В первом раунде она встретилась с канадкой Мэнди Буджолд, но проиграла по очкам в четвёртом раунде.
В 2017 году на Чемпионате Азии по боксу среди женщин в Хошимине (Вьетнам) в весовой категории до 57 кг Ёдгорой Мирзаева в полуфинале уступила спортсменке из Индии Сонии Сингх и стала обладательницей бронзовой медали.
В 2018 году принимала участие в чемпионате мира по боксу среди женщин в Нью-Дели (Индия), но в первом раунде проиграла боксеру из Румынии Лакримиоре Перихос.
На Чемпионате Азии по боксу среди женщин в 2019 году в Бангкоке (Таиланд) в весовой категории до 57 кг снова завоевала бронзовую медаль.